# Stadio Arquitecto Ricardo Etcheverri
L'Estadio Arquitecto Ricardo Etcheverri si trova nel barrio del Caballito, Buenos Aires, Argentina, ed è il luogo dove gioca la squadra di seconda divisione del calci argentino del Club Ferro Carril Oeste. Proprio con il nome del club si indicava quello stadio prima del 1995.

## La costruzione
Fu costruito su un terreno ceduto dalla compagnia ferroviaria di Buenos Aires, Ferrocarril Oeste de Buenos Aires oggi, Ferrocarril Domingo Faustino Sarmiento nel 1905. Nello stesso anno furono reperiti i fondi da parte del club (emanazione dopolavoristica della compagnia) per costruire la prima tribuna in legno, che sarà distrutta da un incendio nel 1931 fu ricostruita.
Si racconta che alcuni giocatori del club vennero ceduti in cambio del materiale necessario per costruire la tribuna : Federici fu trasferito al Club Atlético Huracán per alcune parti della struttura in ferro zincato e Arcadio López sarà ceduto nel 1938 per 25.000 pesos al Boca Juniors per costruire la tribuna attualmente sorge sul lato de Calle Martín de Gainza

## Il nome
Il nome di Arquitecto Ricardo Etcheverri fu ufficializzato nel 1995 in omaggio a colui che fu vicepresidente del club per oltre 30 anni.
Inoltre, l'impianto, uno dei pochi rimasti con le tribune in legno in Argentina, è talvolta chiamo "El Templo de Madera" (Il tempio di legno) o semplicemente "El Templo".
Trovandosi al centro della città, è stato sovente usato per le squadre che non potevano, magari temporaneamente utilizzare il proprio o volevano garantirsi un maggiore incasso: tra questi, Royal AC, Caballito Jrs., Barracas AC, Alumni Athletic Club, Boca Juniors, River Plate, Vélez Sársfield, San Lorenzo de Almagro, Asociación Atlética Argentinos Juniors, Almagro, Nueva Chicago, Atlanta, All Boys, Chacarita Juniors y Huracán.
Il periodo più lungo è stato quello dell'Asociación Atlética Argentinos Juniors tra il 1995 e il 2003 durante il quale fu ricostruito lo Stadio Diego Armando Maradona.

## Uso rugbistico
È stato anche utilizzato più volte dalla Union Argentina de Rugby per le partite della nazionale. Inizialmente era usato come alternativa più capiente dello stadio della "Gimnasia y Esgrima" normalmente utilizzato.
Il primo di questi match fu nel 1932 tra la Nazionale argentina e gli Junior Springboks.
A partire dal tour dell'Irlanda del 1970 divenne lo stadio principale per la nazionale di rugby.
Il 2 novembre 1985 fu teatro del massimo risultato con ogni probabilità raggiunto dal rugby argentino, ovvero il pareggio (21-21) contro gli All Blacks, con tutti i punti argentini realizzati da Hugo Porta.
Dal 1986 per i match più importanti gli furono talvolta preferiti i più capienti stadi del Velez e del River Plate, anche se viene talvolta ancora utilizzato, come avvenuto nel 2006 per il match contro gli All Blacks.
Complessivamente sono state tra il 1932 e il 2006 oltre 50 le partite internazionali che si sono disputate, comprese quelle valide per la Coppa Latina del 1995.